# Serrat Gros (Agramunt)
El Serrat Gros és una serra situada als municipis d'Oliola a la comarca de Noguera i d'Agramunt a la de l'Urgell, amb una elevació màxima de 483 metres.